# Bataille de Lone Jack
Guerre de Sécession
La bataille de Lone Jack est une bataille de la guerre de Sécession. Elle se déroule les 15 et 16 août 1862, dans le Missouri. Elle fait partie de la campagne de recrutement, et d'actions de guérillas sudistes menées dans cet État en 1862.

## Contexte
Durant l'été de 1862, plusieurs recruteurs furent envoyés par les sudistes depuis le nord de l'Arkansas vers le Missouri, afin d'obtenir de quoi regarnir les rangs des unités combattant à l'ouest du Mississippi. La plupart de ces agents de recrutement, officiers confédérés, agissaient sans se coordonner.
Le 11 août 1862, le commandant en chef des forces fédérales de la région, le brigadier-général John Schofield, apprend avec surprise que la ville d'Independence dans le Missouri venait de tomber aux mains d'un parti sudiste. Il donne l'ordre au général James Totten de rétablir la situation.

## Forces en présence

### Forces nordistes
Commandées par le major Emory S. Foster.
- 7th Missouri Cavalry (companies A,C,E,F,I) -- Capt. Milton H. Brawner, 265 hommes
- 6th Missouri State Militia Cavalry (Companies A,B,E) -- Capt. W. Plumb, 149 hommes
- 8th Missouri State Militia Cavalry (Companies F,H) -- 140 hommes
- 2d Battalion Missouri State Cavalry (Companies A,C,F) -- Capt. J.H. Long, 81 hommes
- 7th Missouri State Militia Cavalry (Company H) -- Capt. E. Slocum, 69 hommes
- 3rd Indiana Artillery (1 section de 2 canons de 12-livres James Rifles) -- Lt. J.S. Develin/Sgt. James M. Scott, 36 hommes[2].

### Forces sudistes
Commandées par le colonel Jeremiah "Vard" Cockrell.
- Hays Regiment recruits -- Col. Upton Hays, 400 hommes
- Hunter's Regiment recruits -- Col. DeWitt C. Hunter, 750 hommes
- Jackman's Regiment recruits -- Lt. Col. Syndey Drake Jackman, 450 hommes
- Tracy's Regiment recruits -- Lt. Col. John Charles Tracy, 350 hommes
- Coffee's Regiment recruits -- Col. John T. Coffee, 800 hommes (arrived at end of action)[3].

## Escarmouches
Le 15 août 1862, le major Emery F. Foster, sur ordres de Totten, conduit une force combinée de 740 hommes de Lexington vers Lone Jack. D'autres forces sont prévues, venant du Kansas (2 500 hommes sous le général James G. Blunt) et du Missouri (600 hommes sous le général Fitz H. Warren), mais elles n'arriveront pas à temps pour participer aux combats.
En arrivant sur les lieux, Foster est informé de la présence d'un camp sudiste de 1 600 hommes à proximité de la ville. Il attaque vers 11 heures du matin et disperse une force de 800 sudistes. Le bruit du combat, dont surtout celui de l'artillerie alerte d'autres groupes sudistes présents dans la région. Ceux-ci se regroupent de décident d'attaquer les nordistes le lendemain matin, en profitant de leur supériorité numérique. Ces derniers se sont installés dans la rue principale et prennent un peu de repos après avoir passé 3 jours en selle.

## Bataille
Le plan établi par le colonel Cockrell, qui avait pris la direction des opérations pour le camp sudiste,  voyait une force placée à l'ouest de la ville avant le lever du soleil pour lancer une attaque de flanc quand l'attaque principale, par le nord, aurait attiré les nordistes.
L'attaque venant du nord démarre avec retard, offrant aux nordistes la possibilité de la repérer de se déployer. Cela permet aussi de découvrir les forces confédérées situées à l'ouest de la ville et de bloquer leur attaque.
Au nord, les sudistes mettent pied à terre et attaquent, forçant le 7e de cavalerie du Missouri, qui faisait face à l'ouest et donc attaqué sur son flanc droit, à reculer sur l'artillerie nordiste, attaquée à son tour. Le 2e bataillon de la milice à cheval du Missouri, retranchés derrière une haie repoussent par le feu les attaquants sudistes.
Les combats durent près de 5 heures, avec pour enjeu principal la possession des canons nordistes. Foster est mortellement blessé lors d'une tentative de récupération de l'un de ces canons. Le capitaine Milton H Brawner, qui a succédé à Foster finit par ordonner la retraite des troupes nordistes.
Cependant l'approche des renforts fédéraux contraint les sudistes victorieux à s'éloigner à leur tour, le 17 août. Les 2 canons ont été encloués et dissimulés et les armes récupérées sur le champ de bataille ont permis d'armer les recrues sudistes dont la moitié étaient sans armes. Le lendemain, les fédéraux réoccupent la ville.
Foster fut critiqué pour avoir accepté le combat en infériorité numérique et sans avoir attendu les renforts en marche. D'un autre côté, les nordistes combattirent avec une vaillance d'autant plus notable que le bruit de la présence de Quantrill courait et qu'ils connaissaient sa réputation de brutalité envers ses adversaires.

## Conséquences
D'après le capitaine Brawner, les pertes nordistes se montent à 43 morts, 154 blessés et 75 disparus ou prisonniers.
Le colonel sudiste Hunter avance avoir fait enterrer 119 fédéraux et 47  confédérés. Mais ce chiffre ne tiendrait pas compte des habitants tués ayant pris cause pour les sudistes et récupérés par leurs proches pour être enterrés.
D'après les chiifres de  Wayne Schnetzer, d'après un décompte officiel des pertes, il y aurait eu 65 morts et 29 autres décès parmi les blessés dans les jours suivants. Pour les sudistes, les chiffres sont moins précis mais une liste de 55 tués a pu être établie, avec 4 morts supplémentaires dans les jours qui suivent.
Le colonel sudiste Cockrell réussira à récupérer les canons et à les ramener en Arkansas.

## Source
- (en) Cet article est partiellement ou en totalité issu de l’article de Wikipédia en anglais intitulé « Battle of Lone Jack » (voir la liste des auteurs).